# Joan Peruga
Joan Peruga Guerrero (* 1954 in Santalecina) ist ein andorranischer Schriftsteller. Er studierte Zeitgeschichte an der Universitat Autònoma in Barcelona und unterrichtete jahrelang am spanischen Gymnasium von Andorra. Eine Zeit lang war er Mitglied des Vorstandes des Instituts für Andorraforschung. Derzeit unterrichtet er Geografie und Geschichte an der andorranischen Schule. Er arbeitet bei andorranischen Medien mit; zehn Jahre lang schrieb er eine wöchentliche Kolumne für den Diari d'Andorra. Joan Peruga ist Romancier. Bei der Frankfurter Buchmesse 2007 war er Mitglied des andorranischen Autorenteams vor Ort.

## Werke
- 1998 Últim estiu a Ordino, Columna, Barcelona
- 2004 La república invisible, Proa, Barcelona

## Auszeichnungen
- 1997 Premi Fiter i Rossell für den Roman Últim estiu a Ordino